# Давид ди Донателло
«Да́вид ди Донате́лло» (итал. Ente David di Donatello) — национальная кинопремия Италии. Ежегодно вручается с 1956 года итальянской Академией кинематографии (итал. Accademia del Cinema Italiano). С 2006 года вручается в 24 категориях.
Представляет собой золотую копию статуи Давида (которую изваял скульптор Донателло в XV веке) на кубической малахитовой подставке с золотой пластинкой, на которой указаны категория награды, год и победитель.
Премия считается итальянским аналогом американской премии «Оскар».

## История
Идея вручать новую награду лучшим итальянским и зарубежным фильмам, подобную американскому «Оскару», появилась в римском культурном клубе Open Gate весной 1955 года. Подобные премии уже существовали в Италии около десяти лет (например, «Серебряная лента»).
Первые церемонии награждения проводились в Риме, один раз церемония прошла в Греческом театре в Таормине, дважды — во Флоренции. В настоящее время церемония проходит в Риме при поддержке Президента Республики и в сотрудничестве с отделом культурной политики Городского совета Рима.
25 ноября 2009 года Джан Луиджи Ронди Насалли был назначен пожизненным президентом. 22 сентября 2016 года Ронди умер в своем доме в Риме. Его сменил директор Джулиано Монтальдо, который долгое время занимал должность временного вице-президента.

## Категории наград

### Основные номинации
- Премия «Давид ди Донателло» за лучший фильм — с 1970
- Премия «Давид ди Донателло» за лучшую режиссуру — с 1956
- Премия «Давид ди Донателло» за лучший дебют в режиссуре — с 1982
- Премия «Давид ди Донателло» за лучший сценарий — с 1975
- Премия «Давид ди Донателло» лучшему продюсеру — с 1956
- Премия «Давид ди Донателло» за лучшую мужскую роль — с 1956
- Премия «Давид ди Донателло» за лучшую женскую роль — с 1956
- Премия «Давид ди Донателло» за лучшую мужскую роль второго плана — с 1981
- Премия «Давид ди Донателло» за лучшую женскую роль второго плана — с 1981
- Премия «Давид ди Донателло» за лучшую операторскую работу — с 1981
- Премия «Давид ди Донателло» за лучшую музыку — с 1975
- Премия «Давид ди Донателло» за лучшую художественную постановку — с 1981
- Премия «Давид ди Донателло» лучшему художнику по костюмам — с 1981
- Премия «Давид ди Донателло» за лучший монтаж — с 1981
- Премия «Давид ди Донателло» за лучший звук — с 1988
- Премия «Давид ди Донателло» за лучший документальный фильм — с 2004
- Премия «Давид ди Донателло» за лучший короткометражный фильм — с 1997
- Премия «Давид ди Донателло» за лучший европейский фильм — с 2004
- Премия «Давид ди Донателло» за лучший иностранный фильм — с 1958
- Премия «Давид ди Донателло» за лучшие визуальные эффекты — с 2004
- Премия «Давид ди Донателло» за жизненные достижения — с 2004
- Премия «Давид ди Донателло» за лучшую песню — с 1987
- Премия «Давид ди Донателло» за лучший визаж — с 2008
- Премия «Давид ди Донателло» лучшему парикмахеру — с 2008

### Бывшие номинации
- Премия «Давид ди Донателло» лучшему иностранному режиссёру — с 1966 по 1990
- Премия «Давид ди Донателло» лучшему иностранному продюсеру — с 1956 по 1990
- Премия «Давид ди Донателло» лучшему иностранному актёру — с 1957 по 1996
- Премия «Давид ди Донателло» лучшей иностранной актрисе — с 1957 по 1996
- Премия «Давид ди Донателло» за лучшую музыку к иностранному фильму — с 1979 по 1980
- Премия «Давид ди Донателло» за лучший сценарий иностранного фильма — с 1979 по 1990
- Премия «Давид ди Донателло» лучшему новому актёру — с 1982 по 1983
- Премия «Давид ди Донателло» лучшей новой актрисе — с 1982 по 1983